# Pterolophia thomensis
Pterolophia thomensis är en skalbaggsart som beskrevs av Stefan von Breuning 1938. Pterolophia thomensis ingår i släktet Pterolophia och familjen långhorningar.
Artens utbredningsområde är São Tomé. Inga underarter finns listade i Catalogue of Life.